# Секст Элий Кат
Секст Э́лий Кат (лат. Sextius Aelius Catus; родился около 42 года до н. э., Рим, Римская республика — умер после 11 года, Римская империя) — древнеримский политический деятель из знатного плебейского рода Элиев, ординарный консул 4 года.

## Биография
Секст происходил из влиятельного плебейского рода Элиев Катов; его отцом являлся крупный правовед своего времени Квинт Элий Туберон, а дочерьми, возможно, Элия Кателла и Элия Петина. Согласно генеалогической схеме «Родственники Сеяна», матерью Ката являлась Юния. Однако, на схеме «Три юриста» и в тексте книги «Августовская аристократия» британский генеалог Рональд Сайм указывает, что Кат был сыном Сульпиции.
В 4 году Кат занимал должность ординарного консула совместно с Гаем Сентием Сатурнином. Во время своего консульства он и его коллега приняли закон Элия—Сентия (лат. Lex Aelia Sentia), который ограничивал отпуск рабов на волю. Около 9—11 годов Кат исполнял обязанности легата-пропретора Мёзии: в этом качестве он переселил во Фракию 50 000 гетов с противоположного берега Дуная.